# به عشق اسپاک
به عشق اسپاک (انگلیسی: For the Love of Spock) فیلمی در ژانر مستند و زندگینامه‌ای است که در سال ۲۰۱۶ منتشر شد.

## خلاصه فیلم
بازیگرانی همچون ویلیام شاتنر، جورج تاکی، سایمون پگ و تعدادی دیگر در این مستند در مورد لئونارد نیموی و شخصیت نمادین او به‌عنوان «آقای اسپاک» در مجموعهٔ «پیشتازان فضا» صحبت می‌کنند…